# Bernardia viridis
Bernardia viridis är en törelväxtart som beskrevs av Charles Frederick Millspaugh. Bernardia viridis ingår i släktet Bernardia och familjen törelväxter. Inga underarter finns listade i Catalogue of Life.